# Kharino (raion de Beriózovka)
Kharino (en rus: Харино) és un poble del krai de Perm, a Rússia, pertany a l'assentament rural de Beriózovka. El 2010 tenia 16 habitants.